# Chodos
Chodos (in valenciano Xodos) è un comune spagnolo situato nella comunità autonoma Valenciana.